# 蘇宇庶
蘇宇庶（？—？），字嗣諧，號眉源，福建泉州府晉江縣人，明朝政治人物。

## 生平
萬曆十九年（1591年）辛卯科福建鄉試舉人，萬曆二十年（1592年）聯捷壬辰科三甲一百七十名進士，治禮。户部觀政，萬曆二十一年初授旌德知縣，有政聲，任內重修《旌德縣志》。二十七年升刑部主事，二十九年考察調簡，三十年補保定知縣，三十一年調大城縣，三十二年遷應天府通判，三十四年升南刑部主事，三十五年升郎中，三十八年升撫州府知府，四十年八月調南昌知府，四十二年升廣東按察司副使，四十三年丁憂。
天啓元年（1621年）六月復除廣東嶺西分守右參政，天啓五年正月照浮躁例降二級革退。

## 家族
曾祖蘇洪照，乡宾；祖父蘇續宗；父蘇守愚。從叔蘇守一，同科進士。